# Лаутер, Джордж
Джордж Лаутер (англ. George Lowther; умер 1723) — английский пират XVIII века, действовавший в Карибском бассейне и Атлантике. Одним из его лейтенантов был Эдвард Лау.
О нём почти ничего не известно до тех пор, пока он не стал вторым помощником на невольничьем корабле «Gambia Castle» под командованием капитана Чарльза Рассела; среди экипажа, однако, Лаутер был популярнее Рассела, который, казалось, больше заботится о своей партии рабов, чем о людях. Рассел не доверял Лаутеру, и когда он попытался выпороть его, многие члены экипажа приняли сторону Лаутера и защитили его, вызвав среди экипажа раскол.
На борту также находился отступивший из форта капитан Мэсси, вместе с группой солдат под его командованием. Однажды ночью, когда капитана Рассела на борту не было, Мэсси и Лаутер решили отплыть без него. Мэсси намеревался вернуться в Англию, но с ним не были согласны ни Лаутер, ни экипаж корабля, ни собственные солдаты Мэсси. Лаутер стал капитаном, а корабль переименовали в «Delivery». Они атаковали корабли, но когда Месси хотел грабить прибрежные селения, его не поддержали, поскольку посчитали это слишком рискованным. Лаутер смог достать меньший корабль, названный «Happy Delivery», и расстался с Мэсси и его людьми.
Лаутер отбыл в Каролины, где выработал тактику тарана своим кораблем чужого с одновременным абордажем и разграблением его. Примерно в 1721 году он отбыл на Каймановы острова, где столкнулся с кораблем «Greyhound» капитана Бенджамина Эдвардса. Лаутер просигналил пушечным выстрелом. «Greyhound» ответил бортовым залпом. Пираты взяли корабль на абордаж, вероятно, убили весь экипаж и сожгли судно. У Лаутера под командованием было уже много кораблей, но когда он приплыл в Гватемалу, на них напали туземцы, и он был вынужден оставить несколько кораблей со своими людьми.
Его экипаж и припасы перешли на судно «Revenge». В 1722 года он отплыл на уединенный остров Бланкилья. Однако перед высадкой его заметил Уолтер Мур, командир HMS «Eagle». Лаутеру удалось бежать на остров, выскользнув через иллюминатор каюты, вместе с десятком членов экипажа. До берега доплыло только четверо. После продолжительных поисков тело Лаутера было найдено: он выстрелил себе в голову, чтобы не попасть в плен.
Газета «Post-Boy» от 2 мая 1724 года говорит, что Лоутер в 1723 году не умер. Газета сообщала:

Последние письма от С. Кристофер донесли вести, что 20 февраля шлюп «Eagle» отплыл от острова, ведя с собой пиратский шлюп, который он отнял у Лаутера, с двадцатью людьми на борту (самому Лоутеру и многим из экипажа удалось бежать), и предполагается, что двенадцать или тринадцать из них будут осуждены за пиратство, и что прочих оправдают, как принужденных заниматься указанной пиратской службой.